# 武昌站
武昌站是位于中国湖北省武汉市武昌区的一座火车站。车站始建于1917年，先后称通湘门站、武昌总站、武昌南站，1957年武汉长江大桥建成后迁到现址，2007年建成现站房，为武汉铁路枢纽客运“三大站”之一（余下两座为汉口站与武汉站）。武昌站目前主要承担武汉铁路枢纽内京广铁路及其他方向始发终到和过路普速列车的客运业务，同时还兼顾部分武咸、武黄城际铁路和沪蓉线动车客流。
武昌站站场有京广铁路经过，站场中心位于线路K1211+496处，另有武余联络线接入站场。车站原为武九铁路起点，2018年该线武昌北环铁路段部分废线、武九线起点缩短至楠栂庙站后便不再经由此站。

## 历史

### 背景

早期通湘门光景

早在清末议定粤汉铁路工程、张之洞督湖广两省时，其便在武昌南城郊购得一地作为铁路总局基址，同时为方便商旅乘车，张又特在武昌城墙东南新开辟城门，并取名“通湘门”，取商旅衆人可借粤汉铁路从武昌直抵湖南之意。彼时张之洞为方便未来与川汉铁路、京汉铁路相联络，遂选定粤汉线起点为武昌城垣望山门外的鲇鱼套，而不经过武昌城东。
宣统3年（1911年），盛宣怀将汉粤川两路收归国有，依据与四国借款合同内容，清政府在修建粤汉铁路湘鄂段时需自行聘请一位英国籍工程师作为总工程司。此后担任此职的英国工程师考虑到未来发展以及配套设施，改线路起点为武胜门以北的徐家棚，该方案督办端方也持认可态度。但此后因为保路运动及辛亥革命的爆发，湘鄂路事未能有所进展。
中华民国建立后，湘鄂总局对两个方案进行比对，认为徐家棚方案更佳，并规划在通湘门外设立车站。但此后湖北各界并不认可此方案，认为徐家棚距离汉口尤其是汉口租界过近，有独利租界之嫌，遂又复以鲇鱼套站为湘鄂段线路起点，并于民国2年（1913年）8月开工。但此后因为鲇鱼套购地较为困难，旋再改粤汉线起点至徐家棚。

### 通湘门外

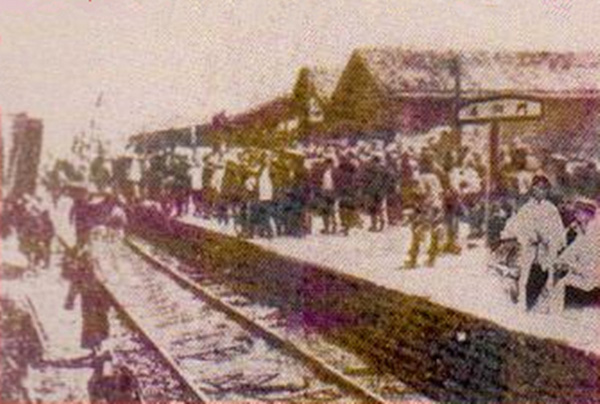
早期通湘门车站光景

在线路终点改至徐家棚后，路局仍考虑到此前徐家棚方案的不足，决定在通湘门外施工工地增设“通湘门站”，同时保留鲇鱼套的线路并采用一种特殊的运营模式：普通客貨列车自徐家棚站南下，需先在两线接轨的余家湾站换向开至鲇鱼套站再次办理客货业务后南下。通湘门站于民國6年（1917年）2月11日开始售票，3月投入运营。开通初期，通湘门、徐家棚、鲇鱼套三站各有其分工：通湘门站主要负责武昌地区的客货业务、徐家棚站主要负责汉口地区的客货业务、鲇鱼套站主要负责汉阳地区的客货业务。建站初期，通湘门站只有2条股道与1座站台，站房亦极为简陋，当时等级为二等站。

### 宾阳门外

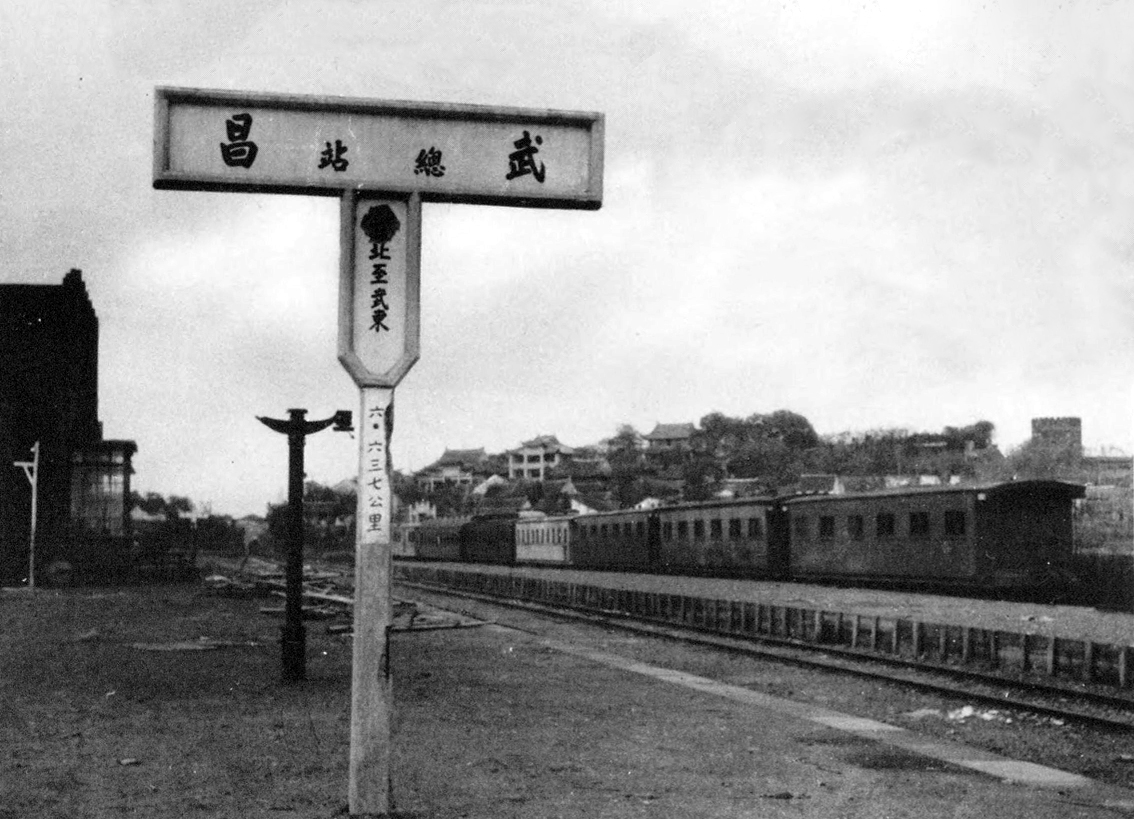
1938年的武昌总站，背后为长春观

在设施使用中，通湘门站距武昌市中心过远、客货运输不便的问题也凸显出来，因此在民国24年（1935年），铁路部门决定在宾阳门（大东门）外迁建车站。新车站于民国25年（1936年）9月开工，同时改名“武昌总站”，12月落成、民国26年（1937年）1月1日开通，并升为一等站。此时的车站站场有7条股道、1座站房、3座站台；在宾阳门外的车站营业后，车站也被称为“宾阳门站”。抗日戰爭期间，国军试图通过粤汉铁路自武汉向南撤退，日军见此便对武昌总站等粤汉铁路设施及运兵车辆进行猛烈轰炸。民国34年（1945年）武汉区铁路管理局接管车站，次年改由粤汉铁路管理局车务处管理；解放军占领武汉后的民国38年（1949年）8月，交衡阳铁路管理局武昌办事处（后武昌铁路分局）管理。
1950年8月1日起，武昌总站改名武昌南站，而徐家棚站则同时改名为武昌总站，并定车站等级为二等站。1953年1月，武昌铁路分局合并至汉口铁路运输分局，车站改由汉口分局领导。

### 新客站

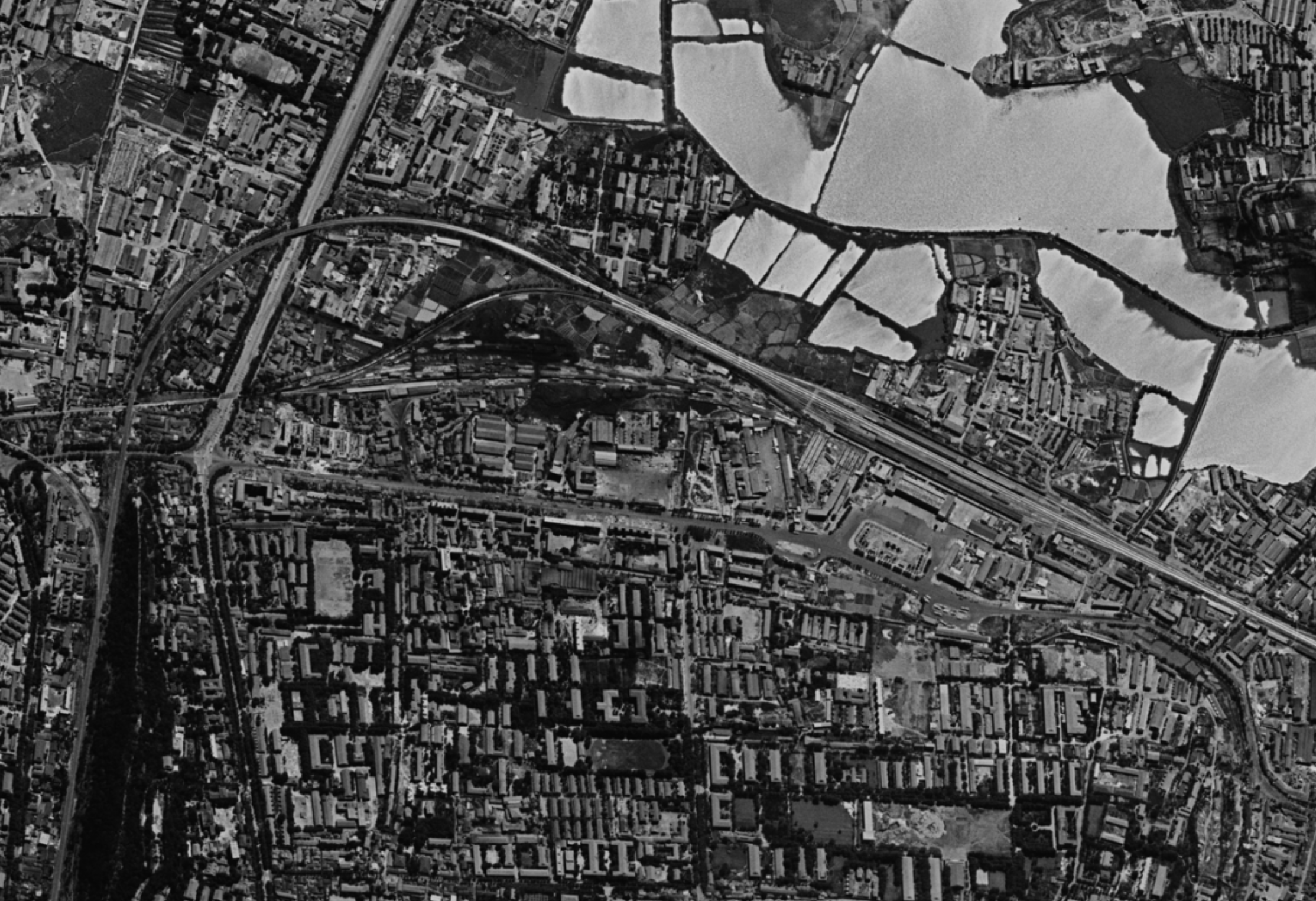
1978年的武昌车站（自左向右依次为武昌线路所、武昌站货场、武昌站）

1950年代为配合武汉长江大桥工程，铁路部门决定另建新的站场。大桥于1957年10月15日正式通车，此后一切客运业务皆由新站负责运营，同时定车站名为武昌车站，原武昌南站站场变为车站货场、武昌总站更名武昌北站。但由于新站站场站房仅仅建造了墙垛便因故停工，车站只得借用原邮政局的一座二层楼房作为临时旅客服务场所。1958年，车站等级降为三等站，并隶属于汉口车务段，1961年恢复为二等站。新客站开通初期，场内有股道8条、站台3座，并配有2条地道。
据居民回忆，直到1960年代中期，武昌站的客流量也不算大，一些快车会直接跨过武昌站。车站所在的大东门一带彼时属于武昌的偏远地区，附近也几乎无配套设施，从京广线南下的列车，车上旅客大多会在汉口站（当时车站在大智门）下车而不到达武昌。南下终到武昌站的列车在汉口站停靠后，往往会待避很长时间，直到其它列车通过线路空闲后才会出发前往武昌站。由于地处偏远，彼时的武汉人仍以旧名“武昌南站（武南）”称呼车站。至今部分当地人仍沿用车站旧名称呼该站。
随着武大铁路（今武九铁路）、汉丹铁路接入车站，既有设施设备难以应对日益增长的客流。1969年5月1日，车站站房正式建成启用，总面积8025平方米，其中候车室3486平方米，另有3万余平方米的站前广场。1969年9月16日又升为一等站。1972年站场新开到发线1条，1977年车站增建软席客票候车室1幢。
1982年，由于车站始发终到的车次增多，武昌站新建第四站台、增设9、11道，同时对既有站场的地道进行延长并在既有2、3站台上改建站台柱雨棚。1989年，车站升为特等站。1984年后，因京广铁路部分旅客列车编组扩大，车站对站台与风雨棚进行了延长。

### 扩建改造

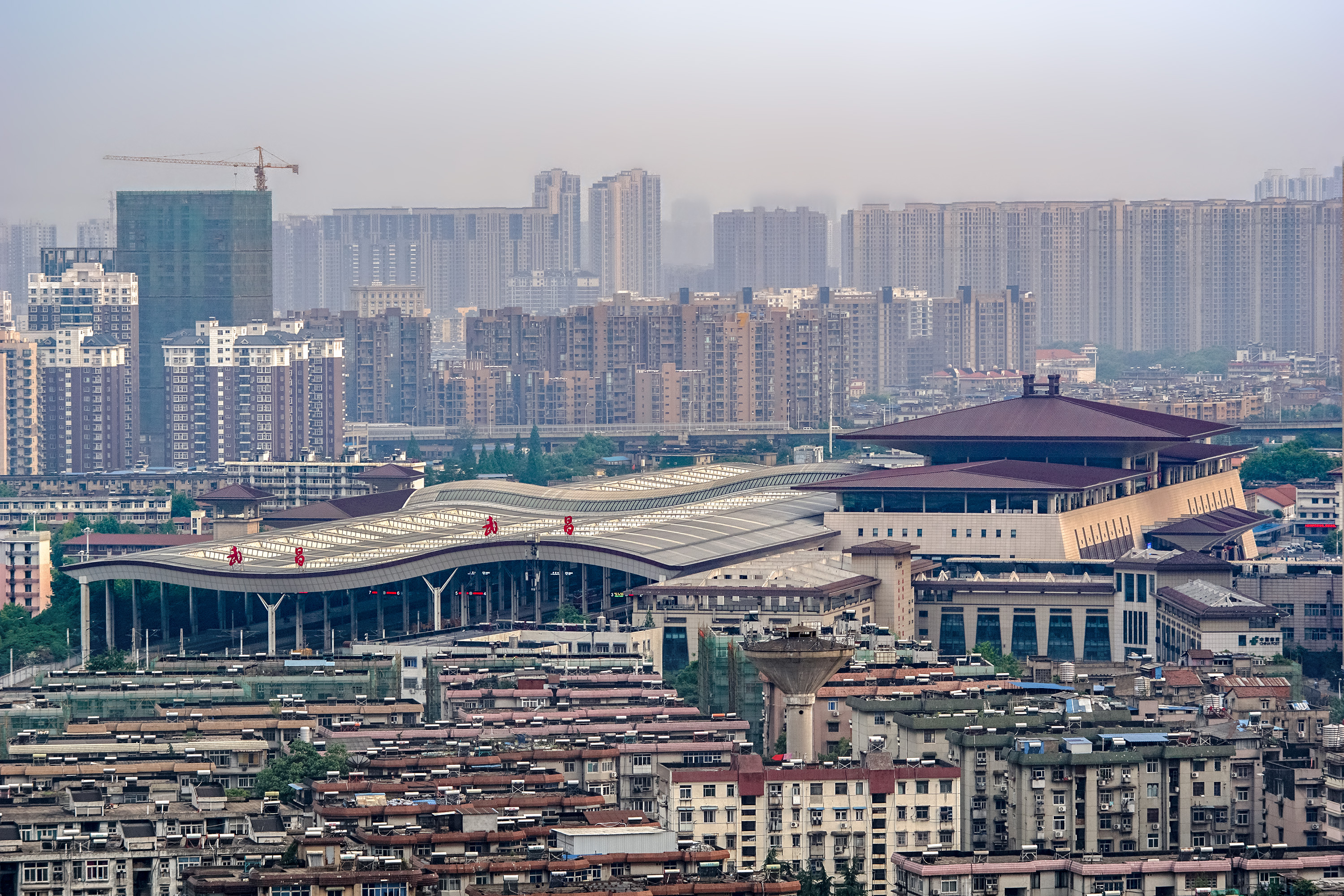
俯瞰武昌站

2005年武九铁路扩能改造工程全线贯通后，1960年代末投入使用的武昌站站房无法满足客流需求，因此需要对武昌站进行扩建改造。2006年2月既有武昌站开始进行扩建改造，原车站站房开始拆除重建。6月28日正式开工，工程项目包括重建西站房、新建东站房、新增到发线1条、站台1座以及无柱雨棚，同时进行西广场配套设施以及附近城市道路的改造建设。同年9月2日铁道部批复工程要项。2007年12月19日，站房工程完工并投入使用。
2013年12月武咸城际铁路开通运营，该线路利用引入余家湾站的余花联络线与武昌站联络。2018年5月，武九铁路武昌北环铁路段武昌至楠栂庙站间废线，至此武九铁路不再接入武昌站。
2020年1月23日凌晨，《武汉市新型冠状病毒感染的肺炎疫情防控指挥部通告（第1号）》要求自當天10時起，武漢市全市城市公交、地鐵、輪渡、長途客運暫停運營，機場、火車站離漢通道暫時關閉，恢復時間另行通告。车站暫停发送旅客，但仍办理到达及同站旅客中转、以及行包装卸服务。根据3月24日《湖北省新型冠状病毒感染肺炎疫情防控指挥部通告》，武昌站自3月28日零时起恢复办理到达业务，自4月8日零时起办理出发业务、全面恢复营业。3月28日凌晨0時24分抵达武昌站的K81次旅客列車成为武汉铁路客站恢复办理到达业务后的首趟列车；4月8日0時50分K81次列车从武昌站发出，成为武汉铁路客站恢复办理出发业务后的首趟列车。
2024年6月1日至6月20日，负责武汉轨道交通11号线工程建设的中铁十四局集团公司在未采取加固措施、未告知武汉局集团的情况下擅自穿越车站股道进行盾构作业。事后武汉铁路监督管理局认定此构成铁路交通重大事故隐患，要求中铁十四局改正违法行为，并处罚款8.4万元人民币。

## 行政机构隶属变迁
武昌车站曾是武汉局集团的直属车站之一，作为其下辖运输站段中的车务管理机构运营。1990年后开始管理流芳站，1995年后开始管理南湖站，以上两站在2000年后交武昌北车站管理。2009年京广高速铁路武广客运专线段通车，武汉站交车站管理。
2018年5月16日生产力布局调整后，武汉站划出武昌车站并成为武汉局直属车站；武昌车站新增管辖武咸城际铁路南湖东站至咸宁南站计12站以及京广铁路余家湾至蒲圻站计14站。
2020年5月13日，依据路局文件，武昌车站和武汉车站、武昌东车务段重组：原武昌车站、武汉车站合并组建新的武汉车站，原武昌东车务段改名武昌车务段。原武昌车站管理的京广铁路既有线车站与原武昌东车务段管理的武九客运专线、武冈城际铁路车站置换，车站此后则作为武汉车站下属车站。

## 车站结构

### 站房
武昌站设有东西两个站房，西站房主体在2007年年末至2008年年初正式投入使用，而东站房在2008年7月投入使用。建筑风格以楚文化为设计意向，总体呈现古典与现代风格的结合：顶部为拥有较大出挑的坡屋顶，入口处雨棚参考了汉阙的形制；在建筑细部也有参照编钟与漆器纹饰进行的设计。东西两座站房中，西站房为主站房，宽246米、进深56米，站房最高点距地面44米；东站房为辅站房，宽108米、进深18米。西站房主体为三层，利用京广铁路路基与地面的落差，将地面层作为出站层使用；售票厅、进站口则设在高架层，与站台同高；主候车室位于第三层（天桥层），而东站房旅客皆在地面层进出站。车站站房内有2座候车室与1座软席候车室，可同时容纳8000人乘降。
- 高架层售票处内部
- 候车大厅
- 地面层出站通道
- 地面层出站大厅

### 武昌站西广场
武昌站西广场共有三层，顶部为设置在高架层的集散广场与高架坡地广场，车站进站口前为供出租车与社会车辆停靠的下客区；地面层则利用架空设有出站广场，在该层的出站旅客可以前往公交枢纽站与武汉轨道交通4号线地铁站；地下一层为社会车辆停车场与出租车上客区。位于西广场的公交综合体在2009年1月方才启用，为底层架空的3层楼房，有通道直接通往武昌站西广场。另外在地面层有一条涵洞连接东西广场，该设施在武昌站扩建改造前便存在。

### 武昌站东广场

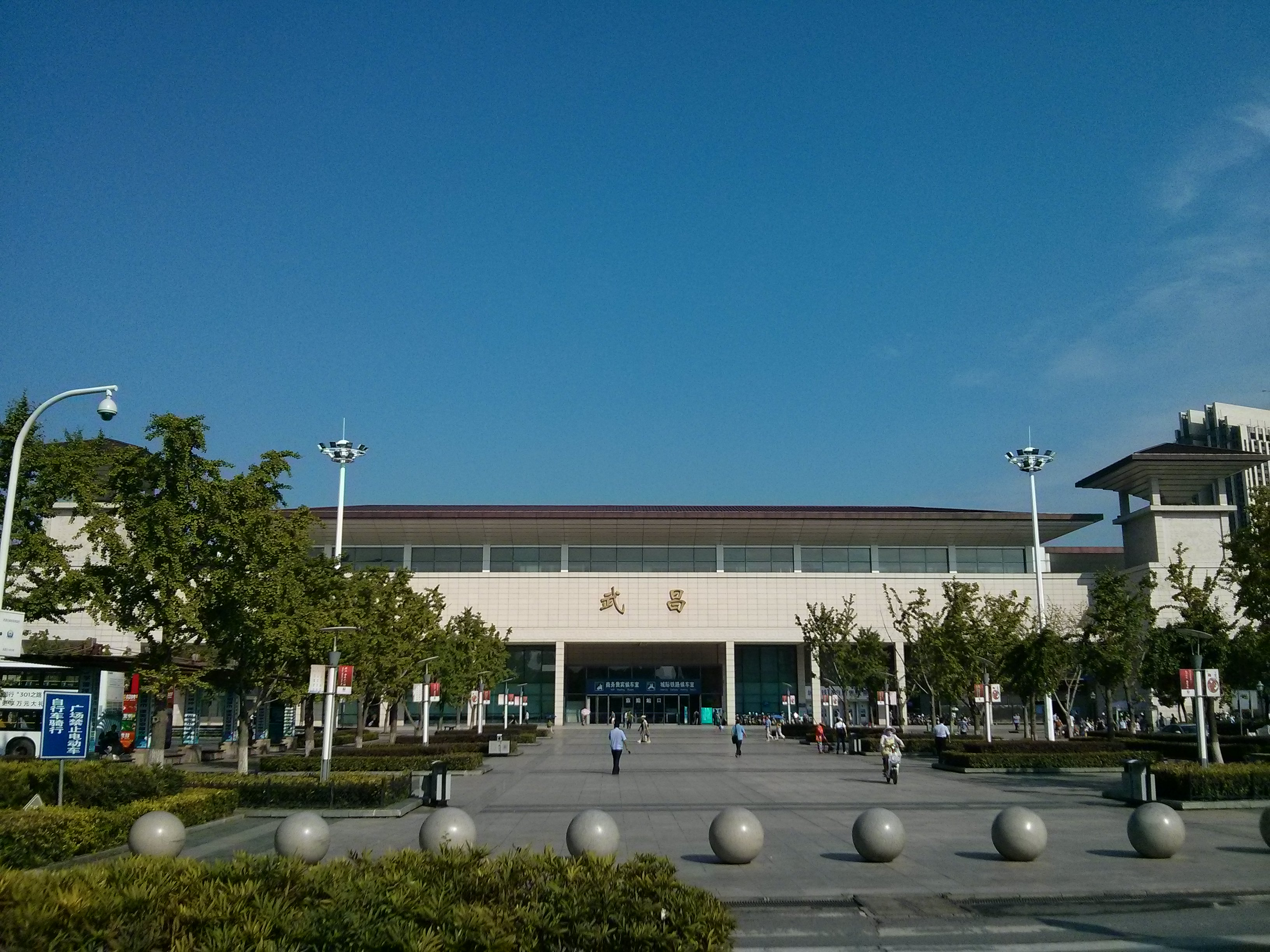
武昌火车站东广场

武昌站东广场位于车站以东，毗邻静安路。整个广场分为三个部分：站房左侧为供社会车辆与出租车停靠的停车场；中间为入口景观区的人行广场；站房右侧为公交车辆停靠的公交站。位于武昌站西广场的出站口曾一度关闭，形成由西站房进站、东站房出站的运输格局。武汉地铁11号线武昌站东广场站开通后，其将为东广场提供地下空间以及便捷换乘通道。

### 站场

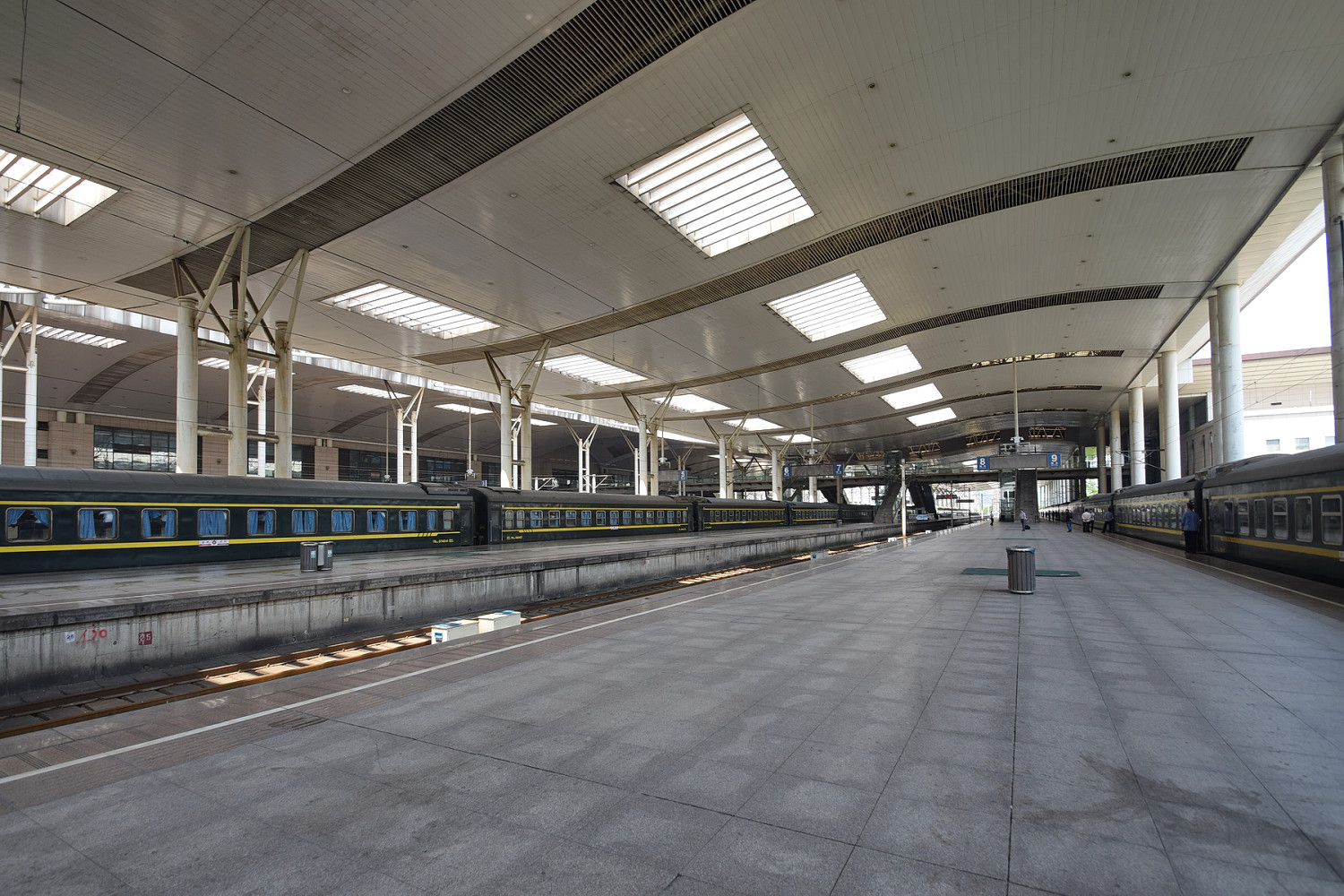
武昌站1站台

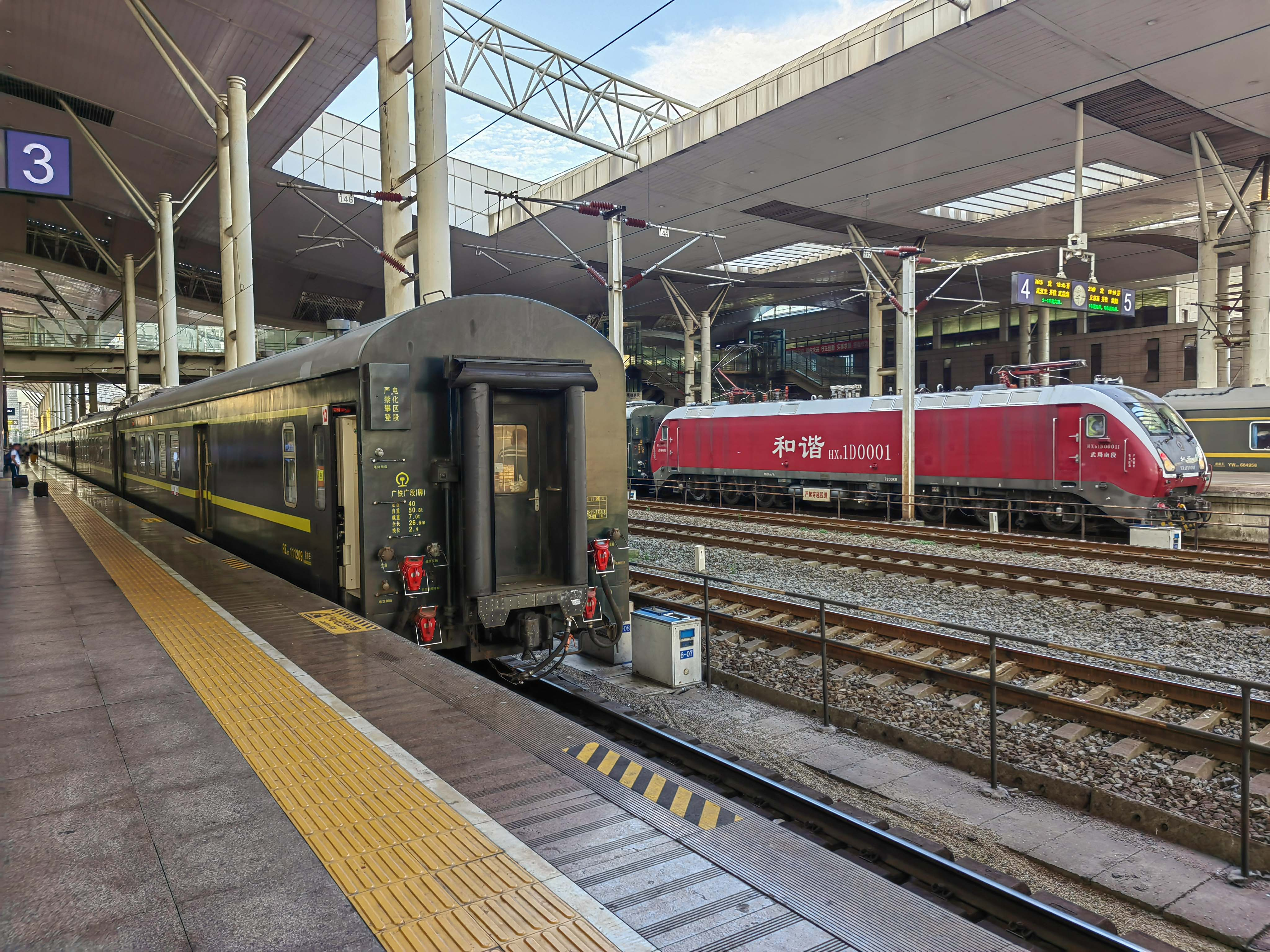
广九软座行李合造25T型客车与和谐1D型电力机车0001号机车在武昌站，可见站内3条正线

武昌站站内共有12条股道，其中贯通式正线3条，到发线9条；车站共有5个站台，侧式站台1个，岛式站台4个。站场被长486米、宽123米、呈波浪形的无柱风雨棚覆盖。站场和东西站房由地道和一座长131米、宽21米的天桥连接。
京广铁路正线通过站场中心，车站南头还有与武昌南站相联络的武余联络线，北头西侧原接入武九铁路，北环线废线后该线不再接入本站。
| 东↑  |             | 武昌站东站房           |  |
| 13道 | 9           | 到发线                 |  |
|      | 岛式        |                        |  |
| 11道 | 8           | 到发线                 |  |
| 9道  | 7           | 到发线                 |  |
|      | 岛式        |                        |  |
| 7道  | 6           | 到发线                 |  |
| 5道  | 5           | 到发线                 |  |
|      | 岛式        |                        |  |
| 3道  | 4           | 到发线                 |  |
| Ⅰ道  |             | 京广铁路正线下行       |  |
| Ⅱ道  |             | 京广铁路正线上行       |  |
| Ⅳ道  |             | 机走线（原武九铁路0K） |  |
| 6道  | 3           | 到发线                 |  |
|      | 岛式        |                        |  |
| 8道  | 2           | 到发线                 |  |
| 10道 | 1           | 到发线                 |  |
|      | 侧式，1站台 |                        |  |
| 西↓  |             | 武昌站西站房           |  |

#### 其他组成部分
车站除本场外，还由车站货场与武昌线路所组成。车站货场即原宾阳门外武昌总站站场，截至2000年货场占地80254平方米，内有2座仓库、1座雨棚及3座货物站台。此后货场停办货运业务，并在部分原址新建大东门铁路住宅区，余下股道由恒泰铁路工程质量检测公司使用。武昌线路所岔出长1.4千米的大桥联络线（大联线）与武九铁路沙湖站相联络，武昌线路所、大联线在2018年偕同武九北环线一道废线。

## 接驳交通

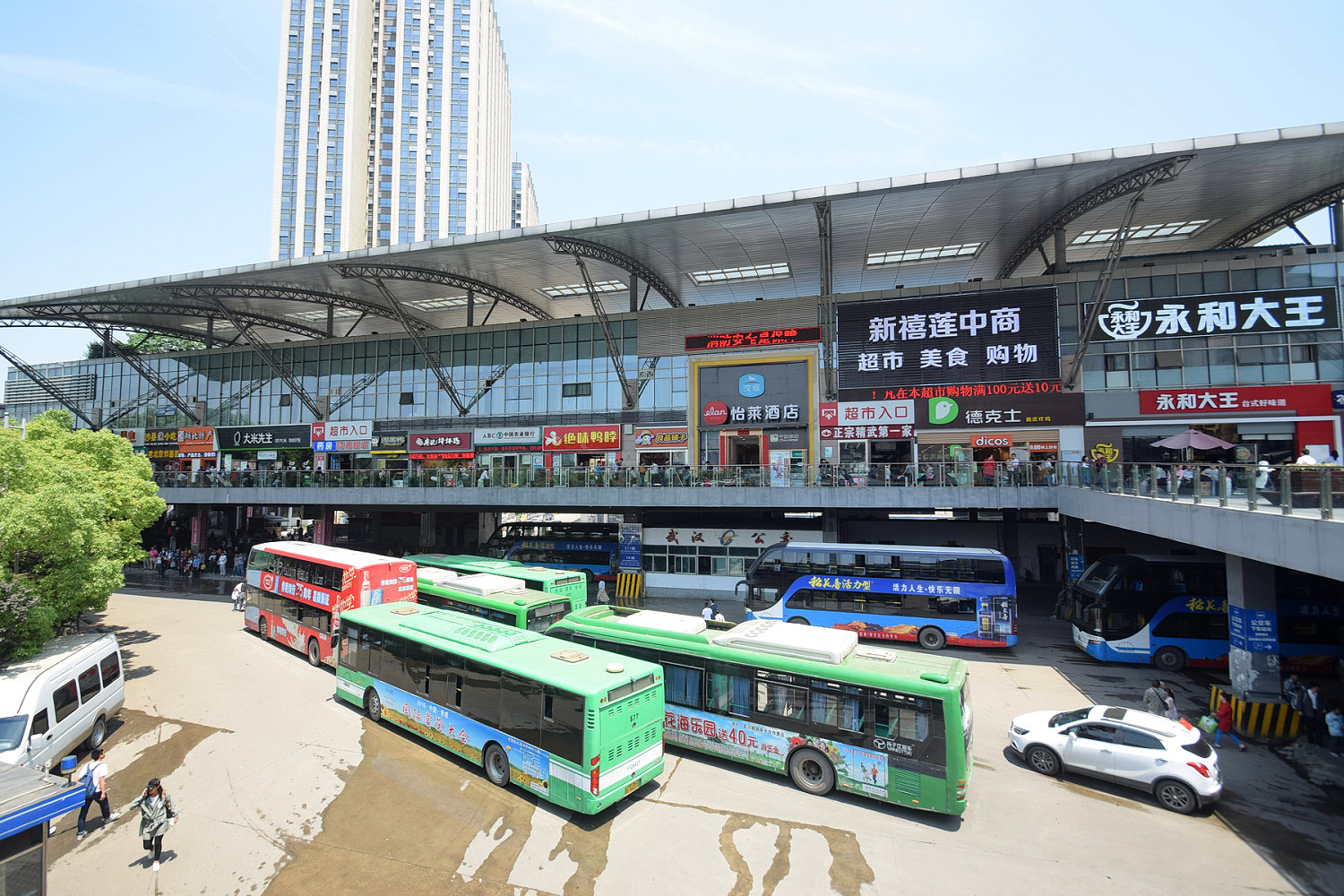
武昌火车站综合体

在车站西广场地下一層为武汉地铁武昌火车站，武汉地铁4号线和武汉地铁7号线经由该站并能在此换乘。在车站东广场地下为武汉地铁武昌站东广场站，武汉地铁11号线经由该站。
武昌站东西广场各有一座公交枢纽，分别为武昌火车站综合体（公交枢纽）与武昌站东广场（公交枢纽）。

## 事件与争议

### 邓小平武昌谈话
1992年1月18日，邓小平在南巡途中经停武昌站，中共湖北省委书记关广富及湖北省长郭树言到场迎接。列车在武昌站1站台停靠20分钟，期间邓小平针对当时中国国内形势及政治路线，提出“中国要警惕右，也要防止‘左’”、“发展才是硬道理”等论断。邓小平此次讲话被称为“武昌谈话”。

### 争议
2020年初，互联网曾针对武汉铁路枢纽“三大站”的站名命名引发争议。

## 外部連結
- 维基共享资源上的相關多媒體資源：武昌站